# Claude Gensac

Claude Gensac (rechts, 1993)

Claude Jeanne Malca Gensac (* 1. März 1927 in Acy-en-Multien, Oise; † 27. Dezember 2016 in Paris) war eine französische Schauspielerin.

## Leben und Karriere

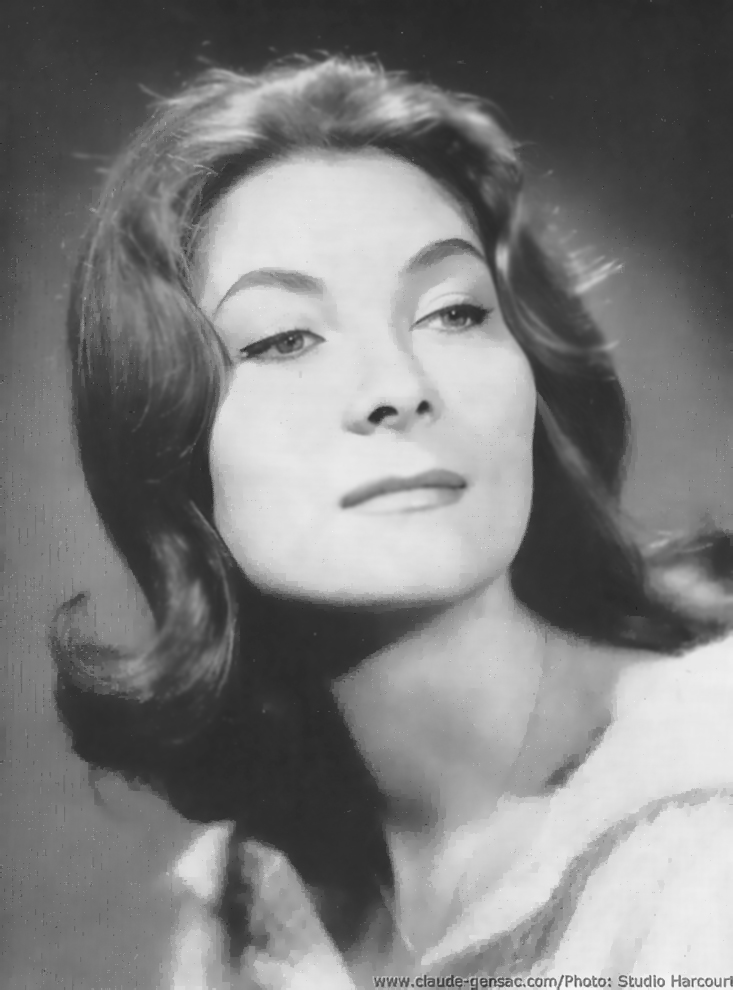
Claude Gensac ca. 1960

### Karriere
Claude Gensac besuchte nach dem Abbruch der Regelschule die Schauspielschule Cours Simon und anschließend das Conservatoire national supérieur d’art dramatique, das sie 1947 abschloss. 1952 spielte sie in ihrem ersten Kinofilm La Vie d’un honnête homme ein Zimmermädchen. In dem Film spielte der damals noch  wenig bekannte Louis de Funès einen Kammerdiener.
Internationale Bekanntheit erlangte Gensac ab den späten 1960er Jahren als Komödienpartnerin von de Funès, wo sie häufig dessen Ehefrau spielte. Zwischen 1967 und 1982 wirkte sie in zehn de Funès-Filmen mit. Mit ihrer hochgewachsenen Figur und ihrer vornehmen, damenhaften Zurückhaltung war Gensac ein Gegenpart zum gedrungenen, cholerischen de Funès. In den Saint-Tropez-Komödien mit de Funès wurde Gensac von der deutschen Schauspielerin Tilly Lauenstein synchronisiert.
Nach dem Tod von de Funès 1983 erhielt Gensac kaum Filmrollen, war aber als Theaterschauspielerin aktiv. 2001 spielte sie in der französischen Kino-Version von Absolutely Fabulous in der Rolle der Mutter erstmals seit 1987 (Poule et frites) wieder eine Kinorolle. Danach übernahm sie nochmals zahlreiche Kino- und Fernsehrollen. 2013 spielte Gensac in Madame empfiehlt sich die nervige Mutter von Catherine Deneuve und war 2015 für ihre Rolle als Martha in Treibsand (2013) für den César als beste Nebendarstellerin nominiert. Ihre letzte Kinorolle spielte sie im für 2017 angekündigten Film Nos années folles.
Gensac spielte insgesamt in über 100 Kino- und Fernsehfilmen, außerdem zahlreiche Theaterrollen. 2011 wurde sie mit dem Ordre des Arts et des Lettres im Rang des Offiziers ausgezeichnet.

### Privat
Claude Gensac war zweimal verheiratet: 1952 bis 1954 mit dem Schauspieler Pierre Mondy (1925–2012), von 1958 bis 1977 mit Henri Chemin (* 1933), Rennfahrer und PR-Chef von Ford France. Aus der Ehe stammt ein Sohn. Claude Gensacs Wohnort war Neuilly-sur-Seine, seit 1989 besaß sie außerdem ein Landhaus in der Normandie.
Claude Gensac starb im Schlaf in der Nacht vom 26. auf den 27. Dezember 2016. Sie wurde 89 Jahre alt.

## Filmografie (Auswahl)
- 1952: La vie d’un honnête homme – Regie: Sacha Guitry
- 1965: Tagebuch einer Frauenärztin (Journal d’une femme en blanc) – Regie: Claude Autant-Lara
- 1966: Nur eine Nacht, Chéri (Les sultans) – Regie: Jean Delannoy
- 1967: Die Abenteuer des Chevalier de Ricci (Fernsehserie)
- 1967: Oscar – Regie: Édouard Molinaro
- 1967: Balduin, der Ferienschreck (Les grandes vacances)
- 1968: Balduin, der Heiratsmuffel (Le Gendarme se marie)
- 1969: Onkel Paul, die große Pflaume (Hibernatus)
- 1970: Der Ball des Comte d’Orgel (Le bal du comte d’Orgel) – Regie: Marc Allégret
- 1970: Balduin, der Schrecken von St. Tropez (Le Gendarme en balade)
- 1971: Camouflage – Hasch mich, ich bin der Mörder (Jo)
- 1976: Brust oder Keule (L’aile ou la cuisse)
- 1976: Der Pförtner vom Maxim (Le chasseur de chez Maxim’s) – Regie: Claude Vital
- 1977: Liebeserwachen (Moi, fleur bleue) – Regie: Eric Le Hung
- 1980: Louis, der Geizkragen (L’avare)
- 1981: Louis und seine außerirdischen Kohlköpfe (La soupe aux choux)
- 1982: Louis und seine verrückten Politessen (Le Gendarme et les Gendarmettes)
- 1993: Feuer und Flamme (Tout feu, tout femme) (Fernsehserie) – Regie: Pierre Sisser, Marion Sarraut
- 2001: Absolument fabuleux – Regie: Gabriel Aghion
- 2010: Paris Express (Coursier) – Regie: Hervé Renoh
- 2010: 22 Bullets (L’immortel)
- 2013: Madame empfiehlt sich (Elle s’en va)
- 2013: Treibsand (Lulu femme nue)
- 2015: Das gespaltene Dorf (Mon cher petit village)
- 2016: Baden-Baden